# Стадион ФК Раднички Обреновац
Стадион ФК Раднички Обреновац се налази у Обреновцу, а на њему наступа ФК Раднички Обреновац. Стадион је изграђен 2001. године, а има капацитет од 5.750 гледалаца.
Године 2017. рађене су реконструкције и радови на санацији и уређењу игралишта и трибина, а опредељено је 14 милиона динара од стране градске општине Обреновац за ову активност.
До стадиона се може доћи аутобусом 860 са аутобуске станице Ласта.